# Hessentag 1964
Der Hessentag 1964 war der 4. Hessentag. Er fand vom 3. bis 5. Juli 1964 in Kassel statt, wobei zum ersten Mal eine Großstadt den Hessentag ausrichtete. Erst 2013 gab es den zweiten Hessentag in der nordhessischen Metropole. Eröffnet wurde das Landesfest vom hessischen Ministerpräsidenten Georg August Zinn und dem Kasseler Oberbürgermeister Karl Branner. Insgesamt wurden 430.000 Besucher verzeichnet, davon 200.000 beim Festumzug und 50.000 im Auestadion, die größte Anzahl von Zuschauern, die je im Kasseler Sportstadion gemeldet wurden. Zeitgleich fanden in Kassel die documenta III sowie die Ausstellung „Rembrandt und sein Kreis“ im Hessischen Landesmuseum statt. 

## Veranstaltungen
Höhepunkte waren die Ausstellungen „700 Jahre Hessen“ und „Eine Stadt wird wieder aufgebaut“, ein Fußballturnier vor 6000 Zuschauern auf der Hessenkampfbahn in der Karlsaue, bei dem Nordhessen von Südhessen mit 4:1 bezwungen wurde, sowie ein internationales Musikfest der vier Nationen USA, Belgien, Frankreich und der Bundesrepublik Deutschland im Kasseler Auestadion. Bei einem Massentwist von 350 Mitgliedern des Bundesgrenzschutzes wurde das Wort „Hessentag“ geformt. In der Stadthalle Kassel fand eine Diolen-Modenschau der Kasseler Textilfirma Spinnfaser statt. Der sieben Kilometer lange Festumzug dauerte dreieinhalb Stunden. Hieran waren 1500 Musiker und 2000 Mitglieder von Trachtengruppen sowie 50 Motivwagen und 45 Kapellen, Spielmanns- und Fanfarenzüge beteiligt.